# Les Fumeurs (Brouwer)
Les Fumeurs est un tableau du peintre flamand Adriaen Brouwer, peint en 1636, probablement à Anvers. Il est exposé au Metropolitan Museum of Art à New York.
La peinture à l'huile sur panneau de bois est signée par l'artiste,.

## Description
La peinture représente plusieurs jeunes hommes attablés fumant des cigarettes et buvant de la bière. Un autoportrait de Brouwer apparaît parmi eux : c'est celui au centre qui est tourné vers le spectateur. La personne représentée à droite (en noir et blanc) est le peintre Jan de Heem.